# Dicranomyia (Dicranomyia) pluvialis pluvialis
Dicranomyia (Dicranomyia) pluvialis pluvialis is een ondersoort van de tweevleugelige Dicranomyia (Dicranomyia) pluvialis uit de familie steltmuggen (Limoniidae). De ondersoort komt voor in het Neotropisch gebied.